# Vujanovo
Vujanovo (cyr. Вујаново) – wieś w Serbii, w okręgu jablanickim, w gminie Bojnik. W 2011 roku liczyła 44 mieszkańców.